# Eddie Campodónico
Eddie Armando Campodónico Saluzzi (Iquique, Chile, 9 de julio de 1950) es un profesor, director técnico y exfutbolista chileno. Fue campeón de la Copa Polla Gol 1980.

## Historia
Se inició en 1963 en el club Unión Pueblo Nuevo de Iquique, integrando en 1969 la Selección Juvenil de Iquique, que participó en el Campeonato Nacional realizado en Arica. Allí conversó con el doctor René Reitich, veedor de Universidad Católica, que el año anterior se había llevado desde Iquique a Julio Crisosto y Maldonado. El doctor logró convencer a Hugo Solís, pero con Eddie fue algo más difícil, ya que sus padres se oponían debido a que querían que siguiera estudiando, justamente por esos días había ganado una beca para ir a estudiar a Estados Unidos. Solo prometiendo no dejar de estudiar y conseguir un título universitario logró el sueño de enrolarse en un club de Santiago.
En 1969 llegó a la capital. pero ese año no pudo jugar por un problema reglamentario entre los dos clubes (el Unión Pueblo Nuevo de Iquique y Católica) con la ANFA, un lío que jamás pudo entender.
En 1970 jugó por la cuarta especial, consiguiendo el campeonato en empate con Colo Colo. El equipo estaba conformado por Ricardo Díaz; Fernando Astudillo, Arriagada y Bruno Morales; Daniel Horno, Sergio Faúndez y Mario Salinas; Francisco Guerrero, Hugo Solís y Ramón Meneses. Al año siguiente siguió en cuarta especial, aunque debutando en Primera contra Magallanes, cuando el equipo titular andaba en Europa. Fue un buen año para Eddie, pues jugó toda la temporada como centrodelantero e hizo más de veinte goles.
1972 fue su año en Primera. Jugó 33 de los 34 partidos, como lateral izquierdo, donde lo ubicó José Pérez. Debutó marcando a Fouillioux en el triunfo por uno a cero ante Unión Española. El año 1973 no fue tan bueno, porque un accidente lo tuvo fuera casi la mitad de la temporada: estaba con un amigo en casa examinando una pistola y se escapó un tiro que le atravesó una pierna.
Al otro año llegó Luis Vera y sólo alcanzó a jugar la Copa Chile. El entrenador quería tener a todo el equipo de O'Higgins, prácticamente, y a Eddie lo mandaron a Rancagua, en un ‘cambalache’ por Óscar Navarro, que alcanzó a jugar dos o tres partidos. Fue un año bastante bueno en el cual destacó en posiciones defensivas y por sobre todo como central, puesto que comenzó a dominar.
Producto de estas buenas actuaciones varios clubes se interesaron por sus servicios. Palestino pagó lo que O'Higgins pedía y Campodónico no sólo siguió en Primera División, sino que además llegó a un equipo grande, recién clasificado para la Copa Libertadores de América.
1977 empezó con buenos augurios. Un plantel poderoso, un gran entrenador como Riera y la camiseta titular. Pero las lesiones no lo dejaban. Al llegar el equipo a las semifinales de la Copa Chile, nuevamente un esguince al tobillo derecho. Cuando se recuperó, Riera se había ido y estaba Gustavo Cortés, quien lo puso de defensa central por ausencia de Edgardo Fuentes en la Selección Juvenil. Después llegó Caupolicán Peña y retornó como lateral, pero el mismo esguince de siempre apareció otra vez y tuvo que ponerse yeso.
Un hecho que marcaría su carrera fue lo sucedido en su primera incursión en un torneo internacional, jugando por Palestino la Copa Libertadores 1976. Se cumplían cinco minutos del encuentro y una falta del puntero Cruz en su contra lo hizo reaccionar lanzándole un codazo a la cara, Expulsado. Fuera del campo a los cinco minutos. Y su equipo sólo con diez jugadores. lo que prácticamente le costaria la clasificación a su club y que lo hizo prometerse nunca más ser expulsado.
En 1981 llegó a Palestino el entrenador Mario Tuane, quien tras una paupérrima campaña decidió volver a Sudáfrica llevando consigo a Mario Varas, Eddie Campodónico, Daniel Díaz y Raúl González (padre de Mark González) siendo los primeros futbolistas chilenos en ese país. Estando en Sudáfrica, Eddie sufrió un grave accidente automovilístico que lo dejó con serias lesiones.
Actualmente está radicado en La Serena, tiene su título de técnico de fútbol, y pertenece al Colegio de técnicos de Fútbol de Chile.

## Clubes
| Club                 | País      | Año       |
| -------------------- | --------- | --------- |
| Universidad Católica | Chile     | 1971−1974 |
| O'Higgins            | Chile     | 1975      |
| Palestino            | Chile     | 1976−1979 |
| Deportes Iquique     | Chile     | 1979−1980 |
| Palestino            | Chile     | 1981−1982 |
| Duraban City F. C.   | Sudáfrica | 1982−1983 |

## Palmarés

### Campeonatos nacionales
| Título           | Equipo           | País  | Año  |
| ---------------- | ---------------- | ----- | ---- |
| Copa Chile       | Palestino        | Chile | 1977 |
| Primera División | Palestino        | Chile | 1978 |
| Copa Chile       | Deportes Iquique | Chile | 1980 |